# Клинове (Бахмутський район)
Клино́ве — село Бахмутської міської громади Донецької області, Україна.

## Географія
У селі бере початок річка Клинова.

## Символіка
Герб Клинового було затверджено у 2003 році. Авторами проєкту виступили: С.І. Потюгов та П.В. Чєсноков.
"Колірна гама відповідає трьом селам, що входять до складу Клинівської сільради. Золоте перекинуте вістря у формі клину відповідає назві села Клинового (герб є промовистий). Золотий колір символізує владу та багатство і вказує на те, що село Клинове є панівним Клинівської сільради. Кленовий лист червоного кольору вказує на первісну назву цього села – Кленове. Червоний колір, крім того, є символом бойових та трудових перемог, життєствердної сили та мужности. Зелений колір є кольором надії та відродження, що відповідає назві села Відродження. Зелений колір символізує сільське господарство і вказує на основний вид діяльности місцевого населення. Червоний колір краю символізує багатства надр землі – вогнетривкі та гончарні глини, мідну руду, що відповідає назві села Мідна Руда. Мідну руду тут видобували ще в епоху бронзової доби. Про це свідчать матеріали археологічної експедиції. Ця пам'ятка гірничої справи є унікальною на території України. Золоте сонце над пагорбом говорить про давню традицію випускників школи зустрічати схід сонця, піднімаючись на пагорб, відомий серед місцевого населення під назвою "Йонова могила". Крім того, сонце, що сходить, є символом початку, джерелом тепла, миру і злагоди. Золоті колоски пшениці зовнішньої прикраси говорять про головну галузь сільського господарства. Стрічки блакитного кольору символізують водоймища, річки, мокрі балки, підземні води."

## Археологія
Неподалік сучасного с. Клинове локалізовані давні Мідні рудники Бахмутської улоговини — група давніх копалень бронзової доби, гірничо-металургійний центр XV–XI ст. до н. е.

## Населення

### Мова
Розподіл населення за рідною мовою за даними перепису 2001 року:
| Мова            | Кількість | Відсоток |
| --------------- | --------- | -------- |
| українська      | 681       | 82.45%   |
| російська       | 142       | 17.19%   |
| румунська       | 1         | 0.12%    |
| інші/не вказали | 2         | 0.24%    |
| Усього          | 826       | 100%     |

## Історія
Клинове засновано на початку XIX століття, як хутір, заселений вихідцями з міста Бахмут
За даними на 1859 рік на державних Клинівських хуторах Бахмутського повіту Катеринославської губернії мешкало 437 осіб (225 чоловічої статі та 212 — жіночої), налічувалось 83 дворових господарства.
Станом на 1886 рік у колишньому державному селі Бахмутської волості мешкало 555 осіб, налічувалось 101 дворове господарство.
За переписом 1897 року кількість мешканців зросла до 1060 осіб (544 чоловічої статі та 516 — жіночої), з яких 1059 — православної віри.
Село постраждало внаслідок голодомору, вчиненого урядом СРСР у 1932—1933 роках, кількість встановлених жертв — 120 людей.

## Відомі люди
- Козаченко Микола Євдокимович — слюсар господарчої частини при штабі 4-ї Київської дивізії Армії УНР, Герой Другого Зимового походу.